# Dream Warriors (singolo)
Dream Warriors è una canzone composta dal gruppo musicale statunitense Dokken per la colonna sonora del film Nightmare 3 - I guerrieri del sogno. È stata pubblicata come singolo nel febbraio del 1987, raggiungendo la posizione numero 22 della Mainstream Rock Songs negli Stati Uniti. Successivamente è stata remixata ed inclusa nel quarto album del gruppo, Back for the Attack, pubblicato nel novembre dello stesso anno.

## Video musicale
Il videoclip del brano utilizza scene prese da Nightmare 3 - I guerrieri del sogno e vede la partecipazione dei due attori protagonisti del film, Patricia Arquette e Robert Englund, quest'ultimo nel ruolo di Freddy Krueger. Il video combina spezzoni originali della pellicola con alcune riprese inedite, in cui vengono mostrati i Dokken mentre eseguono il brano e salvano Kristen, il personaggio interpretato dall'Arquette, dalle grinfie del malvagio Freddy Krueger. Alla fine del video si vede Krueger che si risveglia urlante nel letto, facendo capire di aver avuto un incubo, ed esclama: "What a nightmare! Who were those guys? ("Che incubo! Chi erano quei ragazzi?") facendo riferimento ai Dokken.

## Lati B
Il singolo presenta come lati B due brani:
- Back for the Attack, proveniente dalle sessioni di registrazione di Under Lock and Key. Il titolo del brano piacque talmente tanto al gruppo che decise di utilizzarlo per il titolo dell'album successivo, nonostante il pezzo sia poi stato escluso dal disco suddetto.
- Paris Is Burning, proveniente dall'edizione americana dell'album Breaking the Chains, in cui appare in versione dal vivo. Una versione del brano registrata in studio era apparsa due anni prima nell'edizione europea dello stesso album, con il titolo Paris.

## Tracce
1. Dream Warriors – 4:42
2. Back for the Attack – 3:51
3. Paris Is Burning – 3:37

## Classifiche
| Classifica (1987)             | Posizione massima |
| ----------------------------- | ----------------- |
| Stati Uniti (mainstream rock) | 22                |